# Oberamt Vaihingen

Karte der württembergischen Oberämter, Stand 1926

Das Oberamt Vaihingen war ein württembergischer Verwaltungsbezirk (auf beigefügter Karte #57), der 1934 in Kreis Vaihingen umbenannt wurde und 1938 im vergrößerten Landkreis Vaihingen aufging. Allgemeine Bemerkungen zu württembergischen Oberämtern siehe Oberamt (Württemberg).

## Geschichte

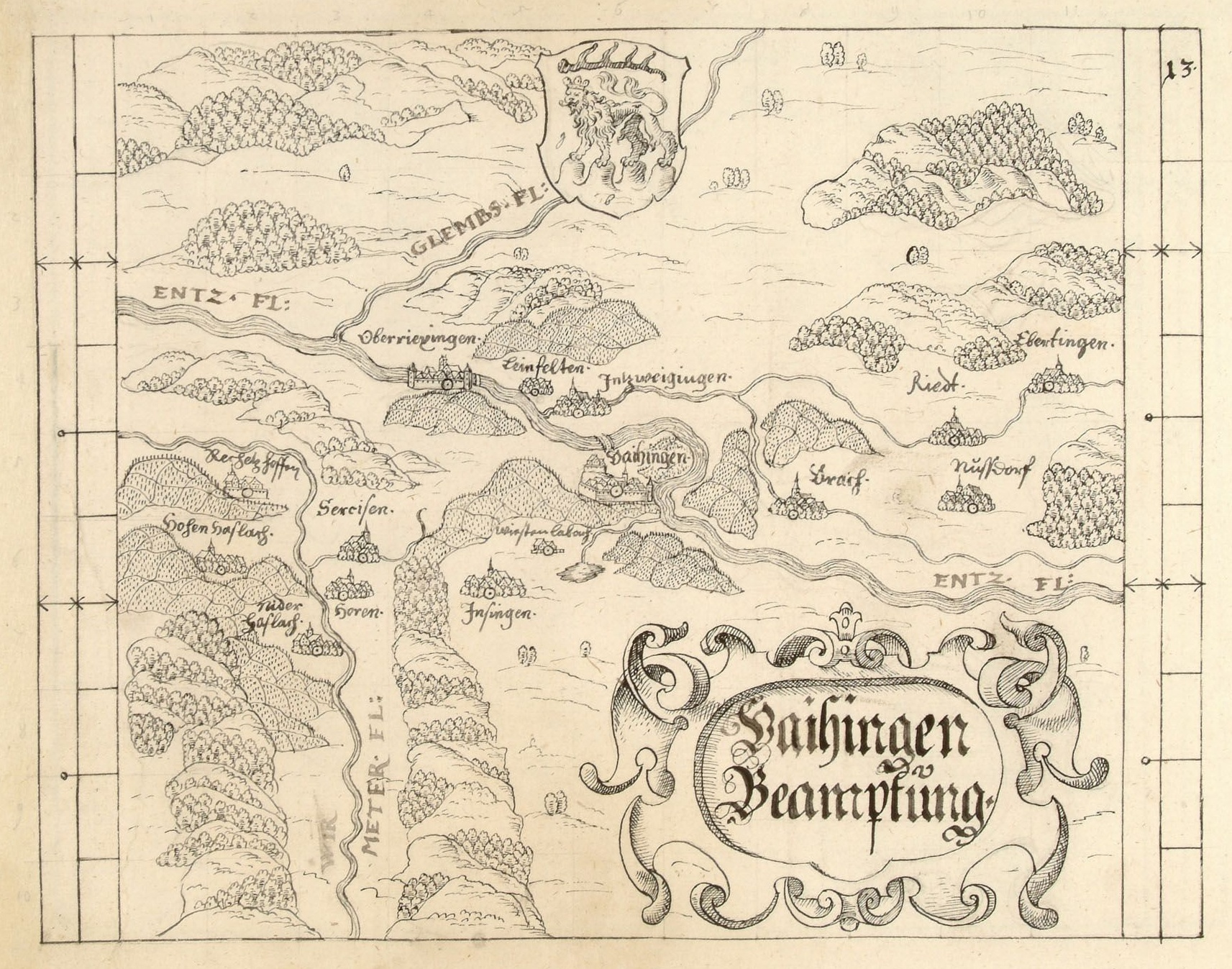
Vaihinger Amtsgebiet um 1600

Oberamt Vaihingen, Gebietsstand 1813, mit den früheren Herrschafts- und Ämtergrenzen
Legende

Bereits im 14. Jahrhundert war die Stadt Vaihingen Hauptort einer württembergischen Vogtei. Dem hieraus entstandenen Amt, ab 1758 Oberamt, wurden ab 1806 weitere, teils altwürttembergische, teils ehemals ritterschaftliche Orte eingegliedert. Nachbarn des von 1818 bis 1924 dem Neckarkreis zugeordneten Bezirks waren nach der Neuordnung die Oberämter Maulbronn, Brackenheim, Besigheim, Ludwigsburg und Leonberg.

### Ehemalige Herrschaften
1813, nach Abschluss der Gebietsreform, setzte sich der Bezirk aus Bestandteilen zusammen, die im Jahr 1800 zu folgenden Herrschaften gehört hatten:
- Herzogtum Württemberg
  - Oberamt Vaihingen: Vaihingen, Aurich, Ensingen mit Kleinglattbach, Enzweihingen, Hohenhaslach, Horrheim, Oberriexingen, Riet, sowie die württembergischen Anteile an Eberdingen und Nußdorf;
  - Amt Großsachsenheim: Groß- und Kleinsachsenheim, Sersheim, Untermberg;
  - Oberamt Gröningen: württembergischer Anteil (25/32) an Unterriexingen;
  - Klosteramt Maulbronn: Iptingen, Roßwag, Weissach;
  - Klosterhofmeisterei Rechentshofen (aus dem im 16. Jahrhundert aufgehobenen Zisterzienserinnenkloster Mariäkron hervorgegangen);
  - Kammerschreibereigut: Mühlhausen an der Enz.
- Reichsritterschaft
Beim Ritterkanton Neckar-Schwarzwald der schwäbischen Ritterschaft waren immatrikuliert:
  - Hochdorf (von Tessin),
  - Eberdingen und Nußdorf (jeweils Teile, Freiherr von Reischach),
  - Unterriexingen (Anteil 7/32, Freiherr von Zwierlein).

## Gemeinden

### Einwohnerzahlen 1855

Gemeinden und Markungen um 1860

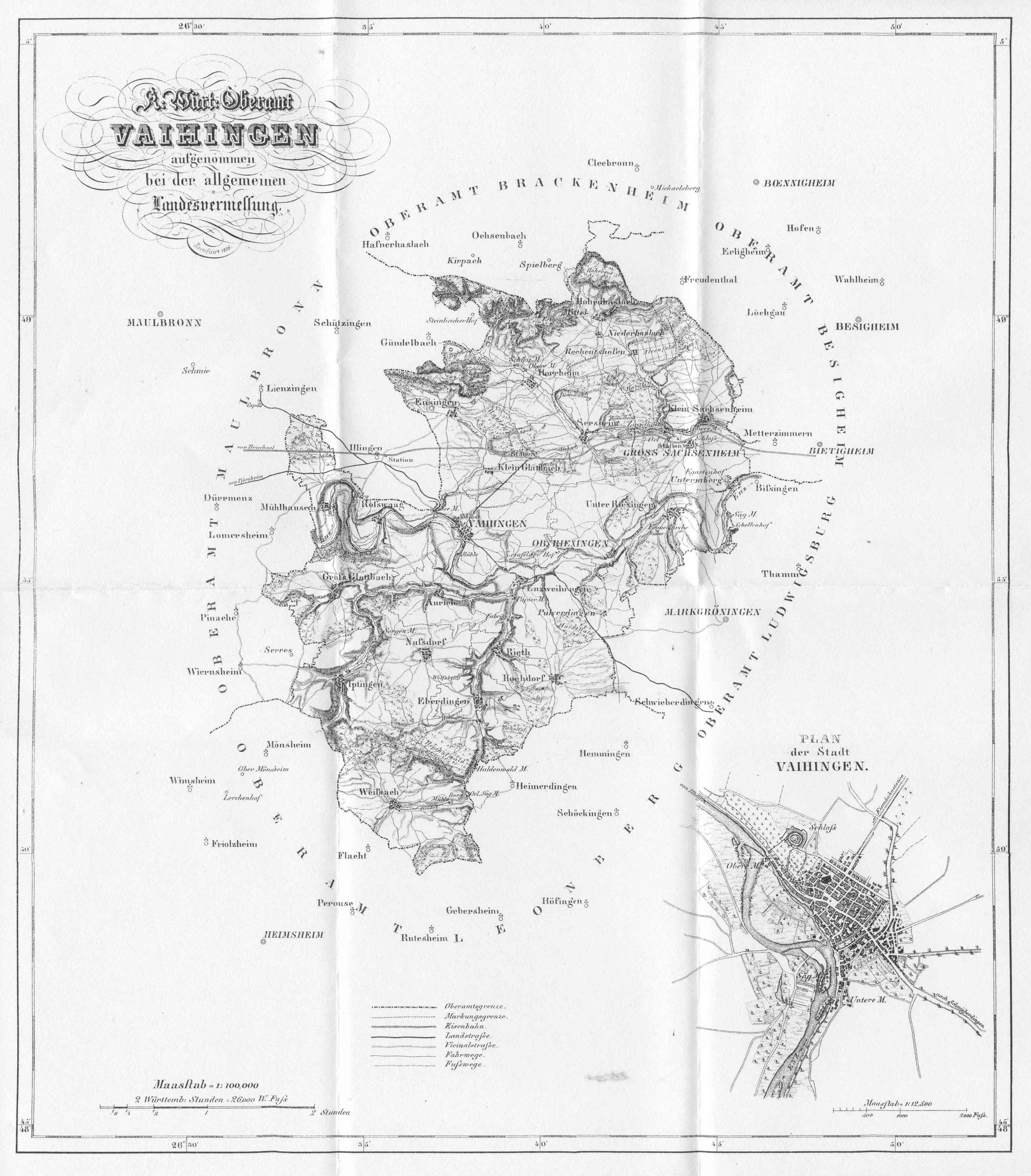
Karte aus der Beschreibung des Oberamts Vaihingen von 1856

Folgende Gemeinden waren 1855 dem Oberamt Vaihingen unterstellt:
| Nr. | frühere Gemeinde                  | evang.    | kath.     | heutige Gemeinde     |
| Nr. | frühere Gemeinde                  | Einwohner | Einwohner | heutige Gemeinde     |
| --- | --------------------------------- | --------- | --------- | -------------------- |
| 1   | Vaihingen                         | 3256      | 22        | Vaihingen an der Enz |
| 2   | Aurich                            | 696       | 3         | Vaihingen an der Enz |
| 3   | Eberdingen                        | 712       |           | Eberdingen           |
| 4   | Ensingen mit Klein-Glattbach      | 1274      | 2         | Vaihingen an der Enz |
| 5   | Enzweihingen mit Pulverdinger Hof | 1726      | 3         | Vaihingen an der Enz |
| 6   | Groß-Glattbach                    | 831       | 2         | Mühlacker            |
| 7   | Groß-Sachsenheim                  | 1340      | 2         | Sachsenheim          |
| 8   | Hochdorf                          | 656       |           | Eberdingen           |
| 9   | Hohen-Haslach mit Rechentshofen   | 1347      | 12        | Sachsenheim          |
| 10  | Horrheim                          | 1489      | 13        | Vaihingen an der Enz |
| 11  | Iptingen                          | 890       | 2         | Wiernsheim           |
| 12  | Klein-Sachsenheim                 | 1140      |           | Sachsenheim          |
| 13  | Mühlhausen                        | 1043      | 2         | Mühlacker            |
| 14  | Nußdorf 1                         | 991       | 1         | Eberdingen           |
| 15  | Ober-Riexingen                    | 1101      | 1         | Oberriexingen        |
| 16  | Rieth 2                           | 382       | 4         | Vaihingen an der Enz |
| 17  | Roßwaag 3                         | 815       |           | Vaihingen an der Enz |
| 18  | Sersheim                          | 1130      | 19        | Sersheim             |
| 19  | Untermberg                        | 462       | 1         | Bietigheim-Bissingen |
| 20  | Unter-Riexingen                   | 1068      | 3         | Markgröningen        |
| 21  | Weissach                          | 1309      | 9         | Weissach             |
|     | Summe                             | 23.558    | 101       |                      |

### Änderungen im Gemeindebestand seit 1813
1842 kamen die Gemeinden Großglattbach und Iptingen vom Oberamt Maulbronn zum Oberamt Vaihingen.
1894 wurde Kleinglattbach von Ensingen getrennt und zur selbständigen Gemeinde erhoben.

## Amtsvorsteher
Die Oberamtmänner des Oberamts Vaihingen 1793–1938:
- 1793–1819: Christoph Friedrich Schott
- 1819–1842: Johann Christian Sorn
- 1842–1851: Johann Jacob Mann
- 1852–1857: Gottlob Friedrich Kinzelbach
- 1858–1861: Friedrich Heinrich Ernst Cunradi
- 1861–1866: Adolph Klett
- 1866–1870: Friedrich von Schindler
- 1870–1874: Hermann von Hoser
- 1874–1882: Karl Friedrich Strobel
- 1882–1887: Karl Liebherr
- 1887–1889: Robert Entress
- 1889–1894: Anton Mezger
- 1894–1901: Albert Grieb
- 1901–1909: Hugo Seitz
- 1909–1911: Wilhelm Hofacker
- 1911–1919: Polykarp Pflieger
- 1920–1924: Max Hoß
- 1924–1932: Rudolf Bögel
- 1933:–1933 Karl Storz
- 1934–1935: Hans Bauer
- 1935–1938: Karl Sautermeister (Amtsverweser)